# Münchweiler an der Alsenz
Münchweiler an der Alsenz – miejscowość i gmina  w Niemczech, w kraju związkowym Nadrenia-Palatynat, w powiecie Donnersberg, wchodzi w skład gminy związkowej Winnweiler. Leży nad rzeką Alsenz.